# Leichtathletik-Länderkampf der Frauen 1928 Britisches Empire – Deutschland – Frankreich
| 1. Leichtathletik-Länderkampf mit deutscher Beteiligung 1928          | 1. Leichtathletik-Länderkampf mit deutscher Beteiligung 1928 |
| --------------------------------------------------------------------- | ------------------------------------------------------------ |
|                                                                       |                                                              |
| Ländervergleich der Frauen: British Empire – Deutschland – Frankreich |                                                              |
| Austragungsort                                                        | London                                                       |
| Wettbewerbe                                                           | 9                                                            |
| Datum                                                                 | 14. August 1928                                              |
| 1. BE 2. GER 3. FRA                                                   | 50 Punkte 41 Punkte 15 Punkte                                |
| Chronik                                                               |                                                              |
| ← letzter LK 1927: 00FRA-GER (M)                                      | GER-FRA (M) →                                                |

Im Leichtathletik-Länderkampfjahr 1928 gab es den ersten Leichtathletik-Ländervergleich mit Beteiligung deutscher Frauen. Die Begegnung fand knapp zwei Wochen nach Beendigung der Olympischen Spiele in Amsterdam statt. Dort hatte es in der Leichtathletik durch Lina Radke über 800 Meter die erste deutsche Goldmedaille überhaupt gegeben und mit zwei weiteren Silber- und sechs Bronzemedaillen war die Bilanz zufriedenstellend ausgefallen. Austragungsort des Länderkampfs war am 14. August die britische Hauptstadt London, in der die Athletinnen aus dem Britischen Empire, Deutschland und Frankreich aufeinander trafen.
Die zum Britischen Empire gehörenden Leichtathletikverbände nutzten die Gelegenheit zur Durchführung eines Vergleichs mit den Ländern Deutschland und Frankreich. Die Sportlerinnen waren zur Teilnahme an den zwei Wochen zuvor stattfindenden Olympischen Spielen nach Europa angereist, sodass sich hier eine weitere interessante Wettkampfmöglichkeit für sie bot, die sie nutzten.
Die Informationen zu dieser Veranstaltung sind ziemlich lückenhaft. Alle deutschen Teilnehmerinnen konnten ermittelt, ihre Platzierungen und Leistungen aber nicht immer festgestellt werden. Die Resultate der Sportlerinnen aus den anderen beiden Ländern sind noch weniger dokumentiert. Das Endergebnis ist dagegen bekannt: Das Britische Empire (50 P) siegte vor Deutschland (41 P) und Frankreich (15 P). Damit mussten die deutschen Leichtathleten in ihrem insgesamt zehnten Länderkampf ihre erste Niederlage hinnehmen.

## Modus
Die Regeln zur Teilnahme von Athletinnen je Nation und Disziplin sowie zur Punktwertung sind nicht überliefert. Da von zahlreichen deutschen Sportlerinnen als Ergebnis „ohne Platzierung“ genannt ist, könnte es Vorläufe/Vorkämpfe mit einem anschließenden Finale gegeben haben, aber das ist nicht gesichert. Es ist wohl davon auszugehen, dass zwei Teilnehmerinnen je Nation und Disziplin starteten, aber nicht alle in die Punktwertung kamen.

## Legende
Kurze Übersicht zur Bedeutung der Symbolik – so üblicherweise auch in sonstigen Veröffentlichungen verwendet:
| BE    | Britisches Empire |
| k. A. | keine Angabe      |
| OP    | ohne Platzierung  |

## Resultate

### 100 yds
| Platz | Athlet              | Land | Zeit (s) |
| ----- | ------------------- | ---- | -------- |
| 1     | Daisy Ridgley       | BE   | 11,4     |
| 2     | Leni Schmidt        | GER  | k. A.    |
| 3     | Marguerite Radideau | FRA  | k. A.    |
| 4     | Muriel Gunn         | BE   | k. A.    |
| OP    | Rose Drieling       | GER  | k. A.    |

### 200 m
| Platz | Athlet            | Land | Zeit (s) |
| ----- | ----------------- | ---- | -------- |
| 1     | Daisy Ridgley     | BE   | 25,6     |
| 2     | Ilse Drieling     | GER  | k. A.    |
| 3     | Lucienne Velu     | FRA  | k. A.    |
| 4     | Annelies Gerhardt | GER  | k. A.    |

### 800 m
| Platz | Athlet         | Land | Zeit (min) |
| ----- | -------------- | ---- | ---------- |
| 1     | Ivy Barber     | BE   | 2:28,6     |
| 2     | Styles         | BE   | k. A.      |
| 3     | Marcelle Neveu | FRA  | k. A.      |
| 4     | Elfriede Wever | GER  | k. A.      |
| OP    | Käthe Martin   | GER  | k. A.      |

### 4 × 100 m Staffel
| Platz | Besetzung       | Land                                                                | Zeit (s) |
| ----- | --------------- | ------------------------------------------------------------------- | -------- |
| 1     | Deutsches Reich | Ilse Drieling Rose Drieling Annelies Gerhardt Leni Schmidt          | 50,0     |
| 2     | British Empire  | Daisy Ridgley Fanny Rosenfeld Rose Thompson Myrtle Cook             | k. A.    |
| 3     | Frankreich      | Georgette Gagneux Lucienne Velu Lucienne Laudré Marguerite Radideau | k. A.    |

### Hochsprung
| Platz | Athlet          | Land | Höhe (m) |
| ----- | --------------- | ---- | -------- |
| 1     | Marjorie Clark  | BE   | 1,50     |
| 2     | Eva von Bredow  | GER  | 1,47     |
| 3     | Hilda Hatt      | BE   | 1,44     |
| OP    | Anneliese Jacke | GER  | k. A.    |

### Weitsprung
| Platz | Athlet            | Land | Weite (m) |
| ----- | ----------------- | ---- | --------- |
| 1     | Muriel Gunn       | BE   | 5,43      |
| 2     | Georgette Gagneux | FRA  | 5,35      |
| 3     | Eva von Bredow    | GER  | 5,19      |
| OP    | Leni Schmidt      | GER  | k. A.     |

### Kugelstoßen
| Platz | Athlet          | Land | Weite (m) |
| ----- | --------------- | ---- | --------- |
| 1     | Grete Heublein  | GER  | 11,72     |
| 2     | Mary Weston     | BE   | 10,25     |
| 3     | Anneliese Jacke | GER  | 09,78     |
| 4     | Lucienne Velu   | FRA  | k. A.     |

### Diskuswurf
| Platz | Athlet               | Land | Weite (m) |
| ----- | -------------------- | ---- | --------- |
| 1     | Grete Heublein       | GER  | 35,80     |
| 2     | Florence Birchenough | BE   | 31,26     |
| 3     | Bell                 | BE   | 31,09     |
| OP    | Anneliese Jacke      | GER  | k. A.     |

### Speerwurf
| Platz | Athlet           | Land | Weite (m) |
| ----- | ---------------- | ---- | --------- |
| 1     | Auguste Hargus   | GER  | 36,56     |
| 2     | Ethel Catherwood | BE   | k. A.     |
| 3     | Anneliese Jacke  | GER  | k. A.     |